# Vital Coulhon
Vital Coulhon, né à Montluçon le 26 avril 1871 et mort à Villers-Cotterêts le 28 septembre 1914, est un sculpteur français.

## Biographie
Élève de Louis-Ernest Barrias, il obtient une mention honorable au Salon des artistes français en 1901. 
Professeur et directeur de l’École des beaux-arts de Bourges (1908), il est incorporé au 42e Régiment d'infanterie lors de la Première Guerre mondiale mais, rapidement blessé, il meurt de la fièvre typhoïde à l'hôpital temporaire de Villers-Cotterêts, le 28 septembre 1914.